# Uxue Fraile Azpeitia
Pour les articles homonymes, voir Fraile.
Uxue Fraile Azpeitia, née le 19 avril 1974, est une athlète espagnole spécialiste de l'ultra-trail. Elle a notamment remporté l'Ultra-Trail Mt.Fuji en 2015.

## Résultats
| no  | féminin            | Course                                                  | Longueur | Départ            | Temps            |
| --- | ------------------ | ------------------------------------------------------- | -------- | ----------------- | ---------------- |
| 26e | Médaille d'or      | Carrera Alto Sil                                        | 32 km    | 17 mars 2013      | 3 h 36 min 27 s  |
| 27e | Médaille de bronze | Transvulcania                                           | 83 km    | 11 mai 2013       | 8 h 44 min 48 s  |
| 16e | Médaille de bronze | Championnats d'Europe de skyrunning - Ultra SkyMarathon | 80 km    | 27 juillet 2013   | 10 h 34 min 21 s |
| 12e | Médaille d'argent  | Ultra Cavalls del Vent                                  | 100 km   | 22 septembre 2013 | 12 h 39 min 18 s |
| 39e | Médaille de bronze | Transvulcania                                           | 73 km    | 10 mai 2014       | 8 h 48 min 01 s  |
| 31e | Médaille de bronze | Grand Raid                                              | 172 km   | 23 octobre 2014   | 34 h 18 min 02 s |
| 31e | Médaille d'argent  | Ultra-Trail du Mont-Blanc                               | 170 km   | 28 août 2015      | 26 h 29 min 35 s |
| 16e | Médaille d'or      | Ultra-Trail Mt.Fuji                                     | 169 km   | 25 septembre 2015 | 25 h 34 min 02 s |
| 40e | Médaille de bronze | Transgrancanaria                                        | 125 km   | 4 mars 2016       | 17 h 28 min 05 s |
| 31e | Médaille d'argent  | Lavaredo Ultra-Trail                                    | 122 km   | 24 juin 2016      | 15 h 13 min 09 s |
| 36e | Médaille de bronze | Ultra-Trail du Mont-Blanc                               | 170 km   | 26 août 2016      | 27 h 10 min 22 s |
| 35e | Médaille d'argent  | Ultra-Trail du Mont-Blanc                               | 171 km   | 31 août 2018      | 26 h 08 min 07 s |
| 13e | Médaille d'or      | Ehunmilak                                               | 168 km   | 7 juillet 2023    | 29 h 19 min 43 s |